# Bringing It All Back Home
Bringing It All Back Home je páté studiové album amerického folk rockového písničkáře Boba Dylana, vydané v roce 1965 u Columbia Records. Album produkoval Tom Wilson.

## Seznam skladeb
Všechny skladby napsal(i) Bob Dylan. 
| Strana 1 | Strana 1                    | Strana 1 |
| Pořadí   | Název                       | Délka    |
| -------- | --------------------------- | -------- |
| 1.       | Subterranean Homesick Blues | 2:21     |
| 2.       | She Belongs to Me           | 2:47     |
| 3.       | Maggie's Farm               | 3:54     |
| 4.       | Love Minus Zero/No Limit    | 2:51     |
| 5.       | Outlaw Blues                | 3:05     |
| 6.       | On the Road Again           | 2:35     |
| 7.       | Bob Dylan's 115th Dream     | 6:30     |

| Strana 2       | Strana 2                             | Strana 2 |
| Pořadí         | Název                                | Délka    |
| -------------- | ------------------------------------ | -------- |
| 1.             | Mr. Tambourine Man                   | 5:30     |
| 2.             | Gates of Eden                        | 5:40     |
| 3.             | It's Alright, Ma (I'm Only Bleeding) | 7:29     |
| 4.             | It's All Over Now, Baby Blue         | 4:12     |
| Celková délka: | Celková délka:                       | 47:23    |

## Sestava
- Bob Dylan – kytara, harmonika, klávesy, zpěv
- John P. Hammond – kytara
- John Sebastian – baskytara
- Kenny Rankin – kytara
- Bobby Gregg – bicí
- John Boone – baskytara
- Al Gorgoni – kytara
- Paul Griffin – piáno, klávesy
- Bruce Langhorne – kytara
- Bill Lee – baskytara
- Joseph Macho Jr. – baskytara
- Frank Owens – piáno